# Ceresium particulare
Ceresium particulare är en skalbaggsart som beskrevs av Maurice Pic 1926. Ceresium particulare ingår i släktet Ceresium och familjen långhorningar. Inga underarter finns listade i Catalogue of Life.